# روجرو آدی
روجرو آدی (ایتالیایی: Ruggero Oddi؛ ۲۰ ژوئیه ۱۸۶۴ – ۲۲ مارس ۱۹۱۳) یک کالبدشناس و فیزیولوژیست اهل پادشاهی ایتالیا بود.
او بود که نخستین بار در سال ۱۸۸۷ میلادی، در سن ۲۳ سالگی و در دوران دانشجویی، اسفنکتر اودی را شرح دارد.